# Robert Zawłocki
Robert Grzegorz Zawłocki (ur. 24 kwietnia 1971 w Barlinku) – polski prawnik, profesor nauk prawnych, nauczyciel akademicki Uniwersytetu im. Adama Mickiewicza w Poznaniu, adwokat, działacz Polskiego Związku Piłki Nożnej, w którym od 29 września do 10 października 2008 pełnił funkcję kuratora.

## Życiorys
W 1995 ukończył studia prawnicze na Wydziale Prawa i Administracji UAM w Poznaniu. W 2000 ukończył studia doktoranckie i na podstawie rozprawy pt. Przestępstwa przeciwko wierzycielom w polskim prawie karnym uzyskał stopień doktora nauk prawnych. W 2008 uzyskał stopień doktora habilitowanego nauk prawnych na podstawie pracy pt. Pojęcie i funkcje społecznej szkodliwości czynu w prawie karnym. Specjalizuje się w prawie karnym gospodarczym i karnym skarbowym, prawie dyscyplinarnym oraz prawie sportowym.
W 1997, po odbyciu aplikacji prokuratorskiej w Prokuraturze Okręgowej w Poznaniu, zdał egzamin prokuratorski. Od 2000 jest zatrudniony na stanowisku adiunkta w Katedrze Prawa Karnego na Wydziale Prawa i Administracji Uniwersytetu im. Adama Mickiewicza. W latach 2002–2008 pełnił funkcję Uniwersyteckiego Rzecznika Dyscyplinarnego ds. Studenckich UAM. Od 2008 jest prodziekanem ds. studiów stacjonarnych na swoim macierzystym Wydziale. Poza uczelnią prowadzi własną kancelarię adwokacką. 
W latach 2000–2007 wykładał w Wyższej Szkole Zarządzania i Bankowości w Poznaniu, a od 2002 na Wydziale Prawa i Administracji Uniwersytetu Szczecińskiego w Ośrodku Zamiejscowym w Gorzowie Wielkopolskim.
Od lutego 2007 był zastępcą przewodniczącego Wydziału Dyscypliny Polskiego Związku Piłki Nożnej. 29 września 2008 decyzją Trybunału Arbitrażowego do Spraw Sportu przy Polskim Komitecie Olimpijskim – na wniosek ministra sportu i turystyki Mirosława Drzewieckiego – został ustanowiony kuratorem PZPN. Jedną z pierwszych decyzji Zawłockiego jako kuratora było wstrzymanie zaplanowanych na 30 października wyborów nowego prezesa PZPN. Funkcję kuratora pełnił do 10 października, gdy w wyniku uprzedniego porozumienia pomiędzy zarządem PZPN wspieranym przez UEFA i FIFA a ministrem sportu został wycofany przez Trybunał Arbitrażowy. 

## Wybrane publikacje
Jest autorem szeregu publikacji naukowych z dziedziny prawa, w tym m.in.:
- Podstawy odpowiedzialności karnej za przestępstwa gospodarcze, Warszawa 2004
- Odpowiedzialność karna za działanie na szkodę spółki, Warszawa 2006 (współaut.)
- Przestępstwa przeciwko wierzycielom w polskim prawie karnym, Sopot 2007
- Pojęcie i funkcje społecznej szkodliwości czynu w prawie karnym, Warszawa 2007
- Prawo karne gospodarcze, Warszawa 2007